# Xinan, Sanshui
Xinan (kinesiska: 西南) är ett stadsdelsdistrikt (jiedao) i sydöstra Kina. Det ligger i stadsdistriktet Sanshui i staden Foshan i provinsen Guangdong,omkring 45 kilometer väster om provinshuvudstaden Guangzhou. Antalet invånare är 283 819. Befolkningen består av 136 549 kvinnor och 147 270 män. Barn under 15 år utgör 15,0 %, vuxna 15-64 år 77 %, och äldre över 65 år 7,0 %.